# Nick Alexander
Nick Alexander est un écrivain britannique né en 1964.
Il habite dans le sud de la France depuis 1991 et il est l'auteur de 17 romans :
- Perfectly Ordinary People (2022)
- From Something Old (2021)
- The Road to Zoe (2020)
- You Then, Me Now (2019)
- Things We Never Said (2017)
- Let the Light Shine (2016)
- The Other Son (2015)
- The Photographer's Wife (2014)

Série « Hannah »
- The Half-Life of Hannah (2012)
- Other Halves (2014)

Série « Missing boyfriend »
- The Case of The Missing Boyfriend (2011)
- The French House (2013)

Série « 50 Reasons »
- 50 Reasons to Say Goodbye (2004)
- Sottopassaggio (2005)
- Good Thing, Bad Thing (2006)
- Better Than Easy (2009)
- Sleight of Hand (2010)

Romans  traduits en français :
- La femme du photographe (2015)
- L'autre fils (2016)
- La bouteille de larmes (2017)
- À la recherche du petit ami insaisissable (2018)
- Quand on n'a que l'amour (2019)
- À la poursuite de Zoé (2020)
- Les fjords de Santorin (2022)